# HDMI
HDMI (енгл. High-Definition Multimedia Interface) je audio i video interfejs koji služi za prenos digitalnih nekompresovanih video podataka i kompresovanih ili nekompresovanih digitalnih audio podataka sa izvora koji podržava HDMI. To mogu biti video kontroleri, sa koji se vrši prenos na kompatibilni monitor računara, video projektore, digitalne televizije ili digitalnog audio uređaja. HDMI predstavlja digitalnu standard koji je zamenio starije analogne video standarde.
HDMI predstavlja implementaciju EIA/CEA-861 standarda, koji specificira video formate i oblike talasa, transport kompresovanog i nekompresovanog LPCM zvuka, prateće podatke i implementacije VESA EDID-a. Signali CEA-861 koje prenosi HDMI su električno kompatibilni sa CEA-861 signalima koje koristi digitalni vizuelni interfejs (DVI). Obzirom da se radi o digitalnom standardu, nije potrebno pretvaranje signala, niti se pri korišćenju DVI-HDMI adaptera gubi kvalitet videa i zvuka.
Nove verzije HDMI standarda uvode poboljšanje audio i video kapaciteta, performansi, rezolucije, napredne funkcije kao što su 3D, Ethernet i CEC proširenja.
Proizvodnja HDMI proizvoda započela je krajem 2003. godine. Na potrošačkim HDTV uređajima se počeo pojavljivati 2004. godine. Na videokamerama i digitalnim fotoaparatima 2006. godine. 

## Specifikacije
HDMI definiše protokole, signale, električne interfejse i zahteve standarda. Maksimalna brzina takta piksela za HDMI 1.0 iznosi 165 MHz, koji je dovoljan da omogući 1080p i WUXGA (1920×1200) na 60 Hz. HDMI 1.3 omogućava 340 MHz, i veću rezoluciju (poput WQXGA, 2560×1600) preko jedne digitalne veze.
CEC (Consumer Electronics Control) je opcija HDMI omogućava korisniku da upravlja sa do 15 CEC kompatibilnih uređaja, koji su povezani putem HDMI-a,  koristeći samo jedan daljinski upravljač.
HDMI 1.4 standard uvodi HDMI Ethernet i Audio Return Channel (HEAC), dodajući brzu dvosmernu komunikacijsku vezu podataka (HEC) i mogućnost slanja audio podataka nazad do izvornog uređaja (ARC).
Tehnologija HDMI Ethernet Channel objedinjuje video, zvučne i signale podataka u jedan HDMI kabl, a HEC omogućava IP-bazirane aplikacije putem HDMI-a i dvosmernu Ethernet komunikaciju na 100 Mbit/s.

### Konektori
Tip A
Spoljne dimenzije konektora (muški) su 13,9mm x 4,55mm, a unutrašnjeg (ženski) su 14mm x 4,55mm  Postoji 19 pinova, koji mogu prenositi sve načine rada SDTV, EDTV, HDTV, UHD i 4K.
Tip B
Dimenzije ovog priključka su 21,2mm x 4,55mm i ima 29 pinova, koji nose šest diferencijalnih parova umjesto tri, za upotrebu sa ekranima vrlo visoke rezolucije, poput WQUXGA (3840 × 2400).
Tip C
Mini priključak je manji od utora tipa A, i iznosi 10,42mm x 2,42mm, ali ima istu 19-pinsku konfiguraciju. Namijenjen je prijenosnim uređajima.
Tip D
Micro konektor smanjuje veličinu konektora na nešto što nalikuje mikro-USB konektoru, a njegove dimenzije su 5,83mm x 2,20mm

### Kablovi
Iako nije navedena maksimalna dužina HDMI kablova, prigušivanje signala (ovisno o kvaliteti konstrukcije kabela i materijala za provođenje kabela) u praksi ograničava dužine  a certificiranje je teško ostvarivo za dužine veće od 13m.
Od specifikacije HDMI 1.4, sljedeće vrste kablova su definirane za HDMI:
- Standardni HDMI kabl  –  do 1080i i 720p
- Standardni HDMI kabl sa Ethernetom
- Standardni automobilski HDMI kabel
- HDMI kabl velike brzine –  1080p, 4K 30 Hz, 3D i deep color
- HDMI kabl velike brzine sa Ethernetom

U oktobru 2015. sa HDMI 2.0 specifikacijom uveden je novi program certificiranja koji potvrđuje da kablovi rade na 18 Gbit/s maksimalne propusnosti.
- Premium kabl visoke brzine
- Premium HDMI kabl velike brzine sa Ethernetom

Sa specifikacijom HDMI 2.1 objavljena je treća kategorija kabela 4. januara 2017. pod nazivom "48G". Poznat i kao HDMI kategorije 3 ili Ultrabrzi HDMI kabl je dizajniran da podrži 48 Gbit/s i podržava 4K, 5K, 8K i 10K pri 120 Hz. Kabl je unazad kompatibilan sa starijim HDMI uređajima, koristeći postojeće HDMI konektore tipa A, C i D i uključuje HDMI Ethernet.
- Ultra brzi HDMI kabl (48G kabel) – 4K, 5K, 8K i 10K pri 120 Hz

## Glavne specifikacije
|                                    | HDMI verzije      | HDMI verzije    | HDMI verzije      | HDMI verzije    | HDMI verzije         |
| 1.0–1.2a                           | 1.3–1.3a          | 1.4–1.4b        | 2.0–2.0b          | 2.1             |                      |
| ---------------------------------- | ----------------- | --------------- | ----------------- | --------------- | -------------------- |
| Specifikacije signala              |                   |                 |                   |                 |                      |
| Maks. protok u bitovima            | 4.95 Gbit/s       | 10.2 Gbit/s     | 10.2 Gbit/s       | 18.0 Gbit/s     | 48.0 Gbit/s          |
| Maks. protok podataka              | 3.96 Gbit/s       | 8.16 Gbit/s     | 8.16 Gbit/s       | 14.4 Gbit/s     | 42.6 Gbit/s          |
| Maks. TMDS karaktera u sek.        | 165 MHz           | 340 MHz         | 340 MHz           | 600 MHz         | Н/Д                  |
| Br. podatkovnih kanala             | 3                 | 3               | 3                 | 3               | 4                    |
| Šema enkodiranja (Efikasnost)      | TMDS (80%)        | TMDS (80%)      | TMDS (80%)        | TMDS (80%)      | 16b/18b (88.8%)      |
| Kompresija                         | -                 | -               | -                 | -               | DSC 1.2 (opcionalno) |
| Format boja                        |                   |                 |                   |                 |                      |
| RGB                                | (језик: дански)   | (језик: дански) | (језик: дански)   | (језик: дански) | (језик: дански)      |
| Шаблон:YCbCr 4:4:4                 | (језик: дански)   | (језик: дански) | (језик: дански)   | (језик: дански) | (језик: дански)      |
| Шаблон:YCbCr 4:2:2                 | (језик: дански)   | (језик: дански) | (језик: дански)   | (језик: дански) | (језик: дански)      |
| Шаблон:YCbCr 4:2:0                 | Не                | Не              | Шаблон:Djelomično | (језик: дански) | (језик: дански)      |
| Dubina boja                        |                   |                 |                   |                 |                      |
| 08 bpc (24 bit/px)                 | (језик: дански)   | (језик: дански) | (језик: дански)   | (језик: дански) | (језик: дански)      |
| 10 bpc (30 bit/px)                 | Шаблон:Djelomično | (језик: дански) | (језик: дански)   | (језик: дански) | (језик: дански)      |
| 12 bpc (36 bit/px)                 | Шаблон:Djelomično | (језик: дански) | (језик: дански)   | (језик: дански) | (језик: дански)      |
| 16 bpc (48 bit/px)                 | Не                | (језик: дански) | (језик: дански)   | (језик: дански) | (језик: дански)      |
| Prostor boja                       |                   |                 |                   |                 |                      |
| SMPTE 170M                         | (језик: дански)   | (језик: дански) | (језик: дански)   | (језик: дански) | (језик: дански)      |
| ITU-R BT.601                       | (језик: дански)   | (језик: дански) | (језик: дански)   | (језик: дански) | (језик: дански)      |
| ITU-R BT.709                       | (језик: дански)   | (језик: дански) | (језик: дански)   | (језик: дански) | (језик: дански)      |
| sRGB                               | Не                | (језик: дански) | (језик: дански)   | (језик: дански) | (језик: дански)      |
| xvYCC                              | Не                | (језик: дански) | (језик: дански)   | (језик: дански) | (језик: дански)      |
| sYCC601                            | Не                | Не              | (језик: дански)   | (језик: дански) | (језик: дански)      |
| AdobeYCC601                        | Не                | Не              | (језик: дански)   | (језик: дански) | (језик: дански)      |
| Adobe RGB (1998)                   | Не                | Не              | (језик: дански)   | (језик: дански) | (језик: дански)      |
| ITU-R BT.2020                      | Не                | Не              | Не                | (језик: дански) | (језик: дански)      |
| Audio specifikacije                |                   |                 |                   |                 |                      |
| Maks. brzina uzorkovanja po kanalu | 192 kHz           | 192 kHz         | 192 kHz           | 192 kHz         | 192 kHz              |
| Maks agregatna brzina uzorkovanja  | ?                 | ?               | 768 kHz           | 1536 kHz        | 1536 kHz             |
| Veličina uzorka                    | 16–24 bita        | 16–24 bita      | 16–24 bita        | 16–24 bita      | 16–24 bita           |
| Maks. audio kanala                 | 8                 | 8               | 8                 | 32              | 32                   |
|                                    | 1.0–1.2a          | 1.3–1.3a        | 1.4–1.4b          | 2.0–2.0b        | 2.1                  |
| HDMI verzije                       |                   |                 |                   |                 |                      |

## Veza sa MHL-om
Mobile High-Definition Link (MHL) je prilagođeni HDMI namijenjen povezivanju mobilnih uređaja poput pametnih telefona i tableta sa televizorima visoke rezolucije (HDTV) i monitorima.

## Napomene
1. ↑  Iako HDMI 1.4 zvanično ne dozvoljava 4:2:0 "chroma subsampling", NVIDIA i AMD su dodali 4:2:0 podršku za svoje HDMI 1.4 grafičke kartice pomoću upravljačkih programa[22]
2. 1 2  HDMI 1.0 i 1.1 dozvoljavaju 10 bpc (bita po boji) i 12 bpc dubinu boje samo u Шаблон:YCbCr 4:2:2 formatu. Kada se koristi RGB ili Шаблон:YCbCr 4:4:4, moguće je samo 8 bpc.

## Spoljašnje veze
- HDMI Licensing, LLC.